# Love Story
Love Story är en amerikansk långfilm från 1970 i regi av Arthur Hiller, med Ali MacGraw, Ryan O'Neal, John Marley och Ray Milland i rollerna.

## Rollista
| Ali MacGraw       | – Jennifer Cavalleri |
| Ryan O'Neal       | – Oliver Barrett IV  |
| John Marley       | – Phil Cavalleri     |
| Ray Milland       | – Oliver Barrett III |
| Russell Nype      | – Dean Thompson      |
| Katharine Balfour | – Mrs. Barrett       |
| Sydney Walker     | – Dr. Shapely        |
| Robert Modica     | – Dr. Addison        |
| Walker Daniels    | – Ray Stratton       |
| Tommy Lee Jones   | – Hank Simpson       |

## Utmärkelser
Francis Lai belönades med en Oscar och en Golden Globe för ledmotivet till filmen. Den vann ytterligare fyra Golden Globes: bästa spelfilm - drama, bästa kvinnliga huvudroll i en spelfilm - drama (Ali MacGraw), bästa regi - spelfilm och bästa manus - spelfilm.